# Lebrecht di Anhalt-Zeitz-Hoym
Lebrecht di Anhalt-Zeitz-Hoym (Bernburg, 28 giugno 1669 – Bad Ems, 17 maggio 1727) è stato Principe di Anhalt-Zeitz-Hoym dal 1718 al 1727.

## Biografia
Lebrecht era il secondo figlio del principe Vittorio Amedeo di Anhalt-Bernburg e della contessa Palatina Elisabetta del Palatinato-Zweibrücken, figlia di Federico, conte palatino di Zweibrücken.
Escluso dal governo del Principato di Anhalt-Bernburg, dopo l'introduzione della primogenitura, Lebrecht acquisì, nel 1707, le città di Belleben, Hoym, Reinstedt e Frose. Alla morte del padre nel 1718, Lebrecht ereditò anche la città di Zeitz.

## Matrimoni

### Primo matrimonio
Il 1º settembre 1690 fu stipulato, tra il padre e Elisabeth Charlotte Melander, contessa di Holzappel, un contratto matrimoniale, nella quale venne accordato il suo matrimonio con Carlotta di Nassau-Dillenburg (28 settembre 1673-31 gennaio 1700). Secondo i termini del contratto, Carlotta venne dichiarata l'unica erede della Contea di Holzappel (che comprendeva le città di Holzappel e Charlottenberg) e la Signoria di Schaumburg.
Il matrimonio venne celebrato nel 1692. La coppia ebbe cinque figli:
- Vittorio I di Anhalt-Bernburg-Schaumburg-Hoym (1693-1772)
- Federico Guglielmo (1695-1712)
- Elisabetta Carlotta (1696-1754)
- Cristiano (1698-1720)
- Vittoria Edvige (1700-1701)

### Secondo matrimonio
Sposò, il 27 giugno 1702, la Baronessa Eberardina di Weede (9 agosto 1685-13 febbraio 1724), figlia del barone Johann Georg von Weede. Ebbero sei figli:
- Vittoria Sofia (1704);
- Carlotta Guglielmina (1704-1766), sposò Guglielmo d'Assia-Philippsthal-Barchfeld, ebbero quindici figli;
- Giovanni Giorgio (1705-1707);
- Carlo Giuseppe (1706-1737);
- Eberardina Sofia (1710-1784), sposò Cristiano di Schwarzburg-Sondershausen;
- Vittorio Lebrecht (1711-1737);

### Terze Matrimonio
Sposò, il 14 settembre 1725, Sofia di Ingersleben (18 marzo 1684-31 marzo 1726), dalla quale però non ebbe eredi.

## Morte
Morì il 17 maggio 1727, a Bad Ems.

## Ascendenza
|                                                    |                                            |                                               | Genitori                                |  |  | Nonni |  |  | Bisnonni                          |  |  | Trisnonni                        |  |
|                                                    |                                            |                                               |                                         |  |  |       |  |  | 8. Cristiano I di Anhalt-Bernburg |  |  | 16. Gioacchino Ernesto di Anhalt |  |
|                                                    |                                            |                                               |                                         |  |  |       |  |  | 8. Cristiano I di Anhalt-Bernburg |  |  | 16. Gioacchino Ernesto di Anhalt |  |
|                                                    |                                            | 17. Agnese di Barby-Mühlingen                 |                                         |  |  |       |  |  | 8. Cristiano I di Anhalt-Bernburg |  |  |                                  |  |
| 4. Cristiano II di Anhalt-Bernburg                 |                                            |                                               |                                         |  |  |       |  |  | 8. Cristiano I di Anhalt-Bernburg |  |  |                                  |  |
|                                                    |                                            | 9. Anna di Bentheim-Tecklenburg               | 18. Arnoldo III di Bentheim-Tecklenburg |  |  |       |  |  |                                   |  |  |                                  |  |
|                                                    |                                            | 9. Anna di Bentheim-Tecklenburg               | 18. Arnoldo III di Bentheim-Tecklenburg |  |  |       |  |  |                                   |  |  |                                  |  |
|                                                    |                                            | 9. Anna di Bentheim-Tecklenburg               | 19. Maddalena di Neuenahr-Alpen         |  |  |       |  |  |                                   |  |  |                                  |  |
| 2. Vittorio Amedeo di Anhalt-Bernburg              |                                            | 9. Anna di Bentheim-Tecklenburg               |                                         |  |  |       |  |  |                                   |  |  |                                  |  |
|                                                    |                                            | 10. Giovanni di Schleswig-Holstein-Sonderburg | 20. Cristiano III di Danimarca          |  |  |       |  |  |                                   |  |  |                                  |  |
|                                                    |                                            | 10. Giovanni di Schleswig-Holstein-Sonderburg | 20. Cristiano III di Danimarca          |  |  |       |  |  |                                   |  |  |                                  |  |
|                                                    |                                            | 10. Giovanni di Schleswig-Holstein-Sonderburg | 21. Dorotea di Sassonia-Lauenburg       |  |  |       |  |  |                                   |  |  |                                  |  |
| 5. Eleonora Sofia di Schleswig-Holstein-Sonderburg |                                            | 10. Giovanni di Schleswig-Holstein-Sonderburg |                                         |  |  |       |  |  |                                   |  |  |                                  |  |
|                                                    |                                            | 11. Agnese Edvige di Anhalt                   | 22. Gioacchino Ernesto di Anhalt (= 16) |  |  |       |  |  |                                   |  |  |                                  |  |
|                                                    |                                            | 11. Agnese Edvige di Anhalt                   | 22. Gioacchino Ernesto di Anhalt (= 16) |  |  |       |  |  |                                   |  |  |                                  |  |
|                                                    |                                            | 11. Agnese Edvige di Anhalt                   | 23. Eleonora di Württemberg             |  |  |       |  |  |                                   |  |  |                                  |  |
| 1. Lebrecht di Anhalt-Zeitz-Hoym                   |                                            | 11. Agnese Edvige di Anhalt                   |                                         |  |  |       |  |  |                                   |  |  |                                  |  |
|                                                    | 12. Giovanni II del Palatinato-Zweibrücken | 24. Giovanni I del Palatinato-Zweibrücken     |                                         |  |  |       |  |  |                                   |  |  |                                  |  |
|                                                    | 12. Giovanni II del Palatinato-Zweibrücken | 24. Giovanni I del Palatinato-Zweibrücken     |                                         |  |  |       |  |  |                                   |  |  |                                  |  |
|                                                    | 12. Giovanni II del Palatinato-Zweibrücken | 25. Maddalena di Jülich-Kleve-Berg            |                                         |  |  |       |  |  |                                   |  |  |                                  |  |
| 6. Federico del Palatinato-Zweibrücken-Veldenz     | 12. Giovanni II del Palatinato-Zweibrücken |                                               |                                         |  |  |       |  |  |                                   |  |  |                                  |  |
|                                                    |                                            | 13. Luisa Giuliana del Palatinato-Simmern     | 26. Federico IV del Palatinato          |  |  |       |  |  |                                   |  |  |                                  |  |
|                                                    |                                            | 13. Luisa Giuliana del Palatinato-Simmern     | 26. Federico IV del Palatinato          |  |  |       |  |  |                                   |  |  |                                  |  |
|                                                    |                                            | 13. Luisa Giuliana del Palatinato-Simmern     | 27. Luisa Giuliana di Nassau            |  |  |       |  |  |                                   |  |  |                                  |  |
| 3. Elisabetta del Palatinato-Zweibrücken-Veldenz   |                                            | 13. Luisa Giuliana del Palatinato-Simmern     |                                         |  |  |       |  |  |                                   |  |  |                                  |  |
|                                                    |                                            | 14. Guglielmo Luigi di Nassau-Saarbrücken     | 28. Luigi II di Nassau-Weilburg         |  |  |       |  |  |                                   |  |  |                                  |  |
|                                                    |                                            | 14. Guglielmo Luigi di Nassau-Saarbrücken     | 28. Luigi II di Nassau-Weilburg         |  |  |       |  |  |                                   |  |  |                                  |  |
|                                                    |                                            | 14. Guglielmo Luigi di Nassau-Saarbrücken     | 29. Anna Maria d'Assia-Kassel           |  |  |       |  |  |                                   |  |  |                                  |  |
| 7. Anna Giuliana di Nassau-Dillenburg              |                                            | 14. Guglielmo Luigi di Nassau-Saarbrücken     |                                         |  |  |       |  |  |                                   |  |  |                                  |  |
|                                                    |                                            | 15. Anna Amalia di Baden-Durlach              | 30. Giorgio Federico di Baden-Durlach   |  |  |       |  |  |                                   |  |  |                                  |  |
|                                                    |                                            | 15. Anna Amalia di Baden-Durlach              | 30. Giorgio Federico di Baden-Durlach   |  |  |       |  |  |                                   |  |  |                                  |  |
|                                                    |                                            | 15. Anna Amalia di Baden-Durlach              | 31. Giuliana Ursula di Salm-Neufville   |  |  |       |  |  |                                   |  |  |                                  |  |
|                                                    |                                            | 15. Anna Amalia di Baden-Durlach              |                                         |  |  |       |  |  |                                   |  |  |                                  |  |